# Plano de Barcelona de Miquel Garriga i Roca

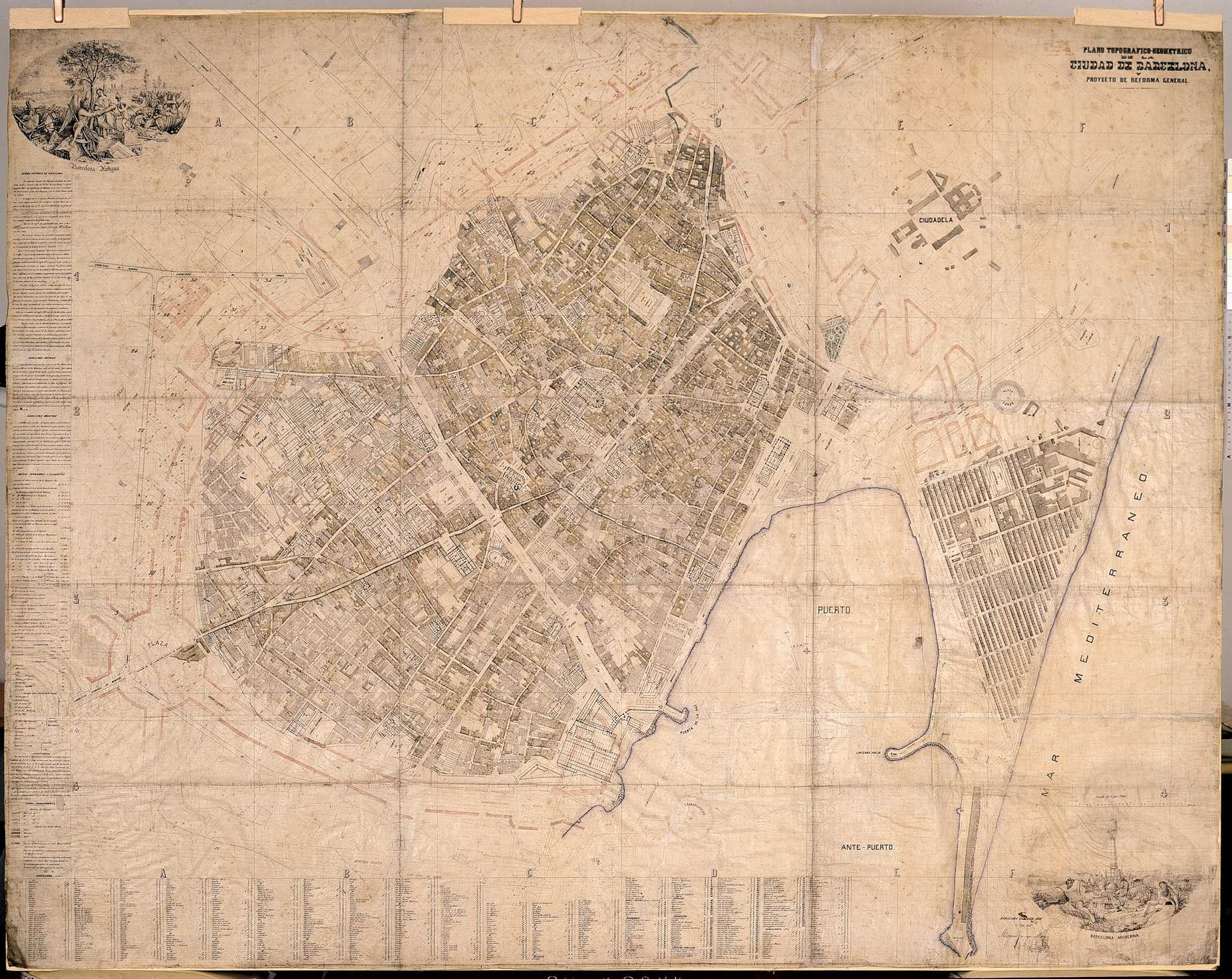
Detalle del plano de Barcelona de Miquel Garriga i Roca, 1862. Archivo Histórico de la Ciudad de Barcelona.

El Plano de Barcelona de Miquel Garriga i Roca es un conjunto de documentos cartográficos elaborados por el arquitecto municipal Miquel Garriga i Roca entre los años 1859 y 1862, considerados de gran importancia en la historia de la cartografía de Barcelona.
El 10 de diciembre de 1862 el arquitecto Miquel Garriga i Roca (el Masnou, 1808-Barcelona, 1888) entregó al Ayuntamiento de Barcelona una cartera con todos los documentos cartográficos que, desde mediados de 1859, había ido elaborando relativos a la empresa del Plano de Barcelona. La mayor parte de estos documentos, todos manuscritos, se conserva en el Archivo Histórico de la Ciudad de Barcelona. Con esta entrega se ponía fin a un proyecto cartográfico cuyo origen es la Real orden de 25 de julio de 1846, que obligaba a todos los ayuntamientos españoles con un número elevado de habitantes a levantar un plano geométrico a escala 1:1.250 de su núcleo urbano, en el que había que representar, además, un plan general de alineaciones de calles y plazas.
Cuando se promulgó esta real orden la carta más detallada que había entonces de Barcelona era el Plano geométrico de la ciudad de Barcelona, trazado en 1842 a escala 1:4.000 por el arquitecto municipal Josep Mas i Vila. Por otro lado, aunque el Ayuntamiento de Barcelona no disponía entonces de ningún plan general de alineaciones de las calles y plazas, cabe decir que el noventa por ciento de las calles de la ciudad tenía planos de alineaciones.

## La contrata del Plano de Barcelona
En octubre de 1847, después de varios requerimientos del gobernador civil de Barcelona, el Ayuntamiento de Barcelona ordenó al arquitecto Mas i Vila que se ocupara del cumplimiento de la citada real orden. Pero la débil base técnica y económica del consistorio barcelonés hizo que este encargo se fuese retrasando una vez tras otra. Finalmente, en julio de 1851, Mas i Vila entregó un plano geométrico de la ciudad de Barcelona a escala 1: 1.250 que no contenía ningún plan de alineaciones. Esta deficiencia y el hecho que los responsables del urbanismo barcelonés considerasen, en 1852, inapropiada esta escala para representar un plan general de alineaciones de la ciudad de Barcelona, modificaron los planteamientos cartográficos establecidos hasta entonces.
Como consecuencia de este cambio de orientación, el arquitecto municipal Francisco Daniel Molina entregó al Ayuntamiento de Barcelona, en agosto de 1852, una propuesta de trabajos cartográficos en la que se establecía, entre otras cosas, la necesidad de levantar un plano general de la ciudad a escala 1:1.250 y cuatro planos parciales a escala 1:300, uno para cada uno de los distritos en que estaba dividida entonces la ciudad. Unos planos en los que había que representar el plan de alineaciones de las calles y plazas de la ciudad. Esta propuesta fue objeto, en septiembre de 1852, de algunas modificaciones por parte de la Comisión de Obras del Ayuntamiento de Barcelona, que quería que en los planos que se levantasen estuviesen representados, además, el parcelario urbano y las redes generales de agua, alcantarillado y gas de la ciudad.
No obstante, el elevado coste de estos trabajos cartográficos y la gran inestabilidad política de la época hicieron que, hasta mayo de 1854, las gestiones para llevarlos a cabo se detuviesen. Entonces, el Ayuntamiento de Barcelona creó una comisión de arquitectos municipales, presidida por Antonio Rovira y Trías, con el encargo de ponerlos en marcha, pero no es hasta abril de 1856 que se acuerda encargárselos al arquitecto municipal Miquel Garriga i Roca, el cual había presentado una propuesta para asumir la ejecución.
Sin embargo, el encargo queda en suspenso por la abrupta liquidación del Bienio Progresista el verano de aquel año y la empresa del plano de Barcelona quedó de nuevo paralizada hasta dos años más tarde. El nuevo cambio político que se produce con la llegada al poder del general Leopoldo O'Donnell, un político liberal de carácter reformista, permitió activar, una vez más, el proyecto y en enero de 1859 el Ayuntamiento de Barcelona y el arquitecto Miquel Garriga i Roca firman una nueva y definitiva contrata para levantar el plano de Barcelona.

## Las operaciones cartográficas del plano de Barcelona
Aunque Garriga i Roca consideraba que había comenzado a trabajar en este plano a finales de 1855, las primeras tareas cartográficas se iniciaron en marzo de 1859. Garriga i Roca se ocupó, en primer lugar, de las operaciones de triangulación. La red de triángulos que diseñó se apoyaba en una base principal, formada por una línea recta que unía, a través de la Rambla, el campanario de la iglesia de Belén con la azotea del entonces edificio del Banco de Barcelona. Desde esta base central hizo partir dos bases secundarias, que dividían la ciudad en cuatro zonas de poligonación diferentes. Una vez obtenido el valor de estas bases, comenzó a observar los ángulos de los triángulos de cada zona con un teodolito de la casa Troughton&Simms. Una vez hechas estas operaciones, emprendió los trabajos de nivelado con el fin de obtener la altimetría de la ciudad.
Tanto en estos trabajos de triangulación y de topografía, como en los de planimetría, que llevaría a cabo a partir de la segunda mitad de 1859, Garriga contó con la ayuda de un selecto grupo de técnicos con una buena formación cartográfica, como es el caso del arquitecto Carles Gauran o los maestros albañiles Narcís Aran y Pasqual Guàrdia. A mediados de 1859, Garriga i Roca se vio obligado, por orden del entonces alcalde de Barcelona Josep Santa-Maria, a dejar los trabajos cartográficos relativos a la ciudad de Barcelona para dedicarse a levantar una detallada cartografía urbana del barrio de la Barceloneta. Un levantamiento que lo tuvo ocupado hasta mediados de diciembre de 1859, momento en que volvió a emprender los trabajos cartográficos relativos a la ciudad de Barcelona.
A continuación y hasta comienzos de 1861, Garriga i Roca estuvo trabajando en la planimetría de Barcelona. En septiembre de 1861, entregó al Ayuntamiento de Barcelona los últimos trabajos estipulados en la contrata firmada en 1859 que aún le faltaban por hacer: el plano de alineaciones de calles y plazas y la representación cartográfica de las redes de agua, alcantarillado y gas. Sin embargo, estos no fueron los últimos trabajos relativos al plano de Barcelona acometidos por Garriga i Roca. Así, hasta diciembre de 1862 estuvo trabajando en tres operaciones cartográficas diferentes:
1. la elaboración de una nueva cartografía del barrio de la Barceloneta
2. la adecuación de la cartografía de Barcelona a la nueva normativa de cartografía urbana establecida en una real orden de 19 de diciembre de 1859
3. la realización, de forma conjunta con el también arquitecto municipal Josep Fontserè i Mestre, de un exhaustivo conjunto de planos de nivelado de la ciudad de Barcelona.

## La cartera del plano de Barcelona
Finalmente, tal como se ha señalado al principio, el 10 de diciembre de 1862 Garriga i Roca entregó al Ayuntamiento de Barcelona una cartera con casi todos los documentos cartográficos que formaban parte de la empresa del plano de Barcelona. Unos documentos cuya mayor parte se conserva en el Archivo Histórico de la Ciudad de Barcelona, y que son todos manuscritos. Teniendo en cuenta el gran número de mapas entregados, se pueden agrupar, según su escala y tipo de representación, en diferentes bloques o conjuntos cartográficos. 
Así, en primer lugar, hay que hacer referencia a un bloque formado por dos planos generales. El primero, el Plano de Barcelona con el trazado del relieve del terreno y construcción del mismo, a escala 1:1.000 y con curvas de nivel equidistantes 0,5 metros (1859), es el documento cartográfico más antiguo en el que el relieve de la ciudad de Barcelona está expresado mediante curvas de nivel. Y el segundo, el Plano topográfico-geométrico de la ciudad de Barcelona y proyecto de reforma general, a escala 1:2.000 (1862), constituye la verdadera síntesis de los trabajos cartográficos llevados a cabo entre 1856 y 1862. Su lectura permite obtener información sobre un gran número de cuestiones como la topografía de la ciudad, su parcelario, el estado de conservación de los edificios o el plan de alineaciones elaborado por Garriga i Roca. 
En segundo lugar, cabe citar un grupo de cinco planos a escala 1:2.000 y 1:5.000 y con fecha 1 de junio de 1859, dedicados a representar la red de triangulación diseñada por Garriga i Roca. En tercer lugar, hay un conjunto de cuatro planos de la ciudad de Barcelona a escala 1:500 y con fecha 1 de septiembre de 1861, en los que aparecen representados el plan de alineaciones propuesto por Garriga i Roca y las redes de agua, alcantarillado y gas. En cuarto lugar, hay otra serie de cuatro mapas a escala 1:500 y con fecha 1 de junio de 1859, relativos a los distritos de Barcelona. Estos planos constituyen una documentación cartográfica de índole estrictamente administrativa, en la que están representados los límites de los distritos y barrios de Barcelona. 
En quinto lugar, hay que hacer referencia al principal conjunto cartográfico elaborado por Garriga i Roca: los planos parcelarios a escala 1:250 de la ciudad de Barcelona, más conocidos como quarterons. Este conjunto está formado por 119 hojas de tamaño diverso, en las que está representado el parcelario urbano de la ciudad y la antigüedad de los edificios, así como una valiosa información sobre las operaciones topográficas realizadas por Garriga i Roca. Los quarterons constituyen, por otro lado, un inventario exhaustivo de casi todos los elementos públicos que conformaban la Barcelona de mediados del siglo XIX (iglesias, fuentes, teatros, mercados, monumentos, etc.).
En sexto lugar, hay que citar otro conjunto cartográfico fundamental: las plantas geométricas a escala 1:100 de los edificios públicos de Barcelona, de las que se han localizado, de momento, 18 hojas.
Por último, hay que hacer referencia a la serie de mapas que levantó del barrio de la Barceloneta. Una serie formada por el Plano de la Barceloneta a escala 1:500 (1859); el Plano topográfico-geométrico de la Barceloneta, playa, puerto y zona contigua de la ciudad con el proyecto de reforma y ensanche a escala 1:2.000 (1862); el Plano parcial geométrico de los barrios marítimos que componen la población de la Barceloneta a escala 1:1.000 (1862); el Plano geométrico de la Barceloneta con expresión del nombre de plazas, paseos y calles, numeración de las casas, su estado de solidez y distribución de la planta baja de los edificios públicos a escala 1:1.000 (1862); y un atlas o Álbum de dibujos que comprende los planos parciales de las manzanas, calles y demás vías públicas, aisladas o agrupadas a la escala de 1 por 300 con la proyección horizontal del alcantarillado, cañerías de aguas y tuberías de gas, con 15 hojas parcelarias (1862).

## Conclusión
El plan general de alineaciones de calles y plazas proyectado por Garriga i Roca no se aplicó nunca, pero los trabajos cartográficos que llevó a cabo, entre 1856 y 1862, dotaron a la ciudad de Barcelona de una cartografía moderna y científica que venía a completar el plano del Llano de Barcelona levantado por el ingeniero Ildefonso Cerdá en 1855. Gracias a estos trabajos, a partir de 1862, el municipio de Barcelona dispuso de una cartografía similar a la que poseían, desde hacía cierto tiempo, algunas de las principales ciudades de Europa occidental como París, Madrid o Milán.